# Harmonika triestina
Harmonika triestina (tal. Triestina: Tršćanka), u Istri poznata i kao trieština ili trieštinka, dijatonska harmonika koja se od 1862. izrađivala u Trstu u radionici A. Plonera (zbog čega se nazivala i plonerica), a poslije i kod drugih majstora (G. Ladich, G. Miklavcich, V. Tominec i dr.). Poznata je i pod nazivom harmonika na batuniće.
Lako je prenosivo i maleno glazbalo, najčešće s 25 dugmeta i 8 ili 12 basova. U Istri se počela svirati nakon Prvog svjetskog rata i ubrzo se udomaćila, osobito u sjevernim i zapadnim krajevima (područja Buzeta i Kopra).  Ima oštar zvuk i namijenjena je uglavnom svirci za ples, poglavito plesovima iz alpskoga etnografskog prostora sjeverne Italije i Austrije, odnosno tirolskog kraja (mafrina, šete paši, marča, polka, valcer i dr.)
S vremenom su svirače na trieštini prihvatili i gunjci. U drugoj polovici 20. stoljeća u Istri su se pojavile novije harmonike i postupno zamijenile trieštine. Stoga je Kulturno umjetničko društvo »Istarski željezničar« pokrenulo 1989. specijalizirani festival posvećen oživljavanju i njegovanju svirke na trieštini Z armoniku v Roč, koji je postao međunarodnim. Njezinoj popularnosti pridonijele su i emisije Radio Kopra, emitirane tijekom 1986. i 1987. godine.